# 安德森 (南卡罗来纳州)
安德森（英文：Anderson），是美国南卡罗来纳州下属的一座城市。城市类型是“City”。其面积大约为14.64平方英里（37.91平方公里）。根据2010年美国人口普查，该市有人口26,686人，人口密度约为每平方 英里1,822.94人（约合每平方公里703.86人）。